# Mistrzostwa Świata w Saneczkarstwie 1959
Mistrzostwa Świata w Saneczkarstwie 1959 – czwarta edycja mistrzostw świata w saneczkarstwie, rozegrana w 1959 roku we francuskim Villard-de-Lans. Rozegrane zostały tylko dwie konkurencje: jedynki kobiet oraz jedynki mężczyzn. Dwójki mężczyzn zostały odwołane z powodu niesprzyjających warunków pogodowych. W tabeli medalowej bezkonkurencyjna była Austria.

## Wyniki

### Jedynki kobiet
| Medal | Zawodniczka   | Państwo | Czas | Strata |
| ----- | ------------- | ------- | ---- | ------ |
|       | Elly Lieber   | Austria |      |        |
|       | Maria Isser   | Austria |      |        |
|       | Agnes Neuerer | Austria |      |        |

### Jedynki mężczyzn
| Medal | Zawodnik         | Państwo | Czas | Strata |
| ----- | ---------------- | ------- | ---- | ------ |
|       | Herbert Thaler   | Austria |      |        |
|       | Josef Feistmantl | Austria |      |        |
|       | David Moroder    | Włochy  |      |        |

### Dwójki mężczyzn
Zawody zostały odwołane z powodu niesprzyjających warunków pogodowych.

## Klasyfikacja medalowa
| Miejsce | Państwo | złoto | srebro | brąz | Razem |
| ------- | ------- | ----- | ------ | ---- | ----- |
| 1.      | Austria | 2     | 2      | 1    | 5     |
| 2.      | Włochy  | 0     | 0      | 1    | 1     |